# Menander nitida
Menander nitida är en fjärilsart som beskrevs av Butler 1867. Menander nitida ingår i släktet Menander och familjen Riodinidae. Inga underarter finns listade i Catalogue of Life.